# روجر ماسون (موسيقي)
روجر ماسون (بالإنجليزية: Roger Mason) هو موسيقي أسترالي، ولد في القرن العشرين.

## وصلات خارجية
- روجر ماسون على موقع IMDb (الإنجليزية)
- روجر ماسون على موقع ميوزك برينز (الإنجليزية)
- روجر ماسون على موقع ديسكوغز (الإنجليزية)
- روجر ماسون على موقع قاعدة بيانات الفيلم (الإنجليزية)